# 라자르 베르만
라자르 나우모비치 베르만(러시아어: Ла́зарь Нау́мович Бе́рман, 1930년 2월 26일 ~ 2005년 2월 6일)은 소련 러시아 클래식 피아니스트이다. 그는 리스트와 라흐마니노프의 스릴 넘치는 해석가이자 러시아 낭만주의 피아니즘의 대파를 대표하는 고인이 된 거대하고 우렁찬 테크닉으로 찬사를 받았다.
베르만은 레닌그라드에서 유대인 부모에게서 태어났다. 그녀는 두 살 때 아들에게 피아노를 소개했다. 세 살 때 첫 콩쿠르에 참가했고, 그가 음악을 읽기도 전에 일곱 살 때 스스로 작곡한 모차르트 판타지아와 마주르카를 녹음했다.
베르만은 도시의 젊은 인재 대회에 참가하면서 처음으로 주목을 받았다. 그는 레닌그라드 국립 음악원 교수인 사마리 사브신스키와 함께 공부하기 시작했다.
1939년, 베르만이 9살이었을 때, 가족은 그가 처음에 음악 학교에서 공부할 수 있도록 모스크바로 이사했고, 그 다음 1953년에 그가 졸업한 음악원에서 공부할 수 있었다. 1940년, 그는 모스크바 필하모닉 오케스트라와 함께 모차르트의 피아노 협주곡 25번을 연주하며 정식으로 데뷔했다. 1941년 제2차 세계 대전으로 인해 학생, 학생, 학부모들이 볼가 강의 도시인 쿠이비셰프로 대피했다. 생활 환경이 너무 열악해서 그의 어머니는 그가 손을 얼리지 않고 계속 연습할 수 있도록 장갑 한 켤레의 손가락을 잘라야 했다.
그는 그 후 국제적인 시야를 얻기 시작했다. 12살 때 그는 라디오를 통해 영국 청중들에게 프란츠 리스트의 라 캄파넬라를 연주했다. 1956년에 두 개의 국제 피아노 콩쿠르에서 수상자가 되었다. 베르만은 국제 투어를 제안 받았고 1958년, 그는 런던에서 공연했고 녹음했다.
1959년부터 1971년까지 베르만은 프랑스 국민과의 결혼으로 인해 해외 여행을 할 수 없었지만, 그러나 그는 계속해서 소련을 순회했고 스튜디오에서 녹음을 했다. 이 녹음은 스테레오 기술을 사용한 최초의 소련 음반 중 하나가 되었다. 1970년대 중반부터 베르만은 다시 해외 여행을 할 수 있게 되었고, 큰 갈채를 받았다.
1968년에 그는 발렌티나 세도바와 결혼했고 1970년에 그들의 아들 파벨이 태어났다.
1980년, 그의 인기가 절정에 달했을 때, 베르만은 다시 소련을 떠나는 것이 금지되었다. 이번에는 모스크바 공항에서 세관을 지나던 미국 작가(소련에서 검열)의 책이 그의 짐에서 발견됐기 때문이다.
1990년 8월, 베르만은 소련을 떠나 노르웨이로 갔고, 그 후 이탈리아로 이주하여 교사가 되었다. 4년 후, 그는 이탈리아 시민이 되었고, 그 다음 해에 독일 바이마르 음악학교에 초청되어 2000년까지 교편을 잡았다. 그는 종종 그의 아들인 바이올리니스트 파벨 베르만과 함께 연주했다.